# Stefan Kretzschmar
Stefan Kretzschmar (Lipcse, 1973. február 17. –) olimpiai és világbajnoki ezüstérmes, Európa-bajnok német kézilabdázó.

## Pályafutása

### Klubcsapatban
Stefan Kretzschmar hat éves korában kezdett kézilabdázni. Tizenkét éves korában a berlini edzőközpontba, majd később az SC Dynamo Berlin gyermekek- és ifjúsági sportiskolájához került.
Az 1991-92-es szezonban mutatkozott be a SV Blau-Weiß Spandau együttesében a Bundesligában. 1993-ban a Gummersbachhoz szerződött. Az 1994-95-ös szezonban klubja legjobb góllövője lett 142 góllal és már másodszorra választották meg az év kézilabdázójának hazájában.
1996. július 1-jén Kretzschmar az SC Magdeburg játékosa lett. Már első évében Szuperkupa-győzelmet ünnepelhetett csapatával. A Magdeburg a 2000-es évek első felében Európa meghatározó csapata lett, 2002-ben a Fotex Veszprém ellen a Bajnokok Ligáját is megnyerte, ezen kívül Klubcsapatok Európa-bajnokságát is nyert az európai színtéren. 2007. április 29-én harmadik alkalommal nyerte meg a Magdeburggal az EHF-kupát. A 2006-07-es szezon végén fejezte be pályafutását. 421 Bundesliga találkozón 1694 gólt ért el. Visszavonulását követően a Magdeburg sportigazgatója volt 2007. július 1-jétől 2009. augusztus 31-ig.
2009. december 1-je óta Kretzschmar tagja a DHfK Leipzig igazgatótanácsának, 2013 májusában rövid ideig a csapat vezetőedzője is volt.

## Magánélet
Apja, Peter Kretzschmar hatvanhatszoros keletnémet válogatott kézilabdázó, későbbi edző. Anyja, Waltraud Kretzschmar 217-szeres keletnémet válogatott, 1971-ben, 1975-ben és 1978-ban a világbajnok és 1976-os olimpiai bajnok lett az NDK válogatottjával.
1998-ban Kretzschmar feleségül vette a kolumbiai Maria Linarest. Lányuk, Lucie-Marie ifjúsági válogatott kézilabdázó. 2003-ban elváltak, miközben Kretzschmar 2000 és 2004 között Franziska van Almsickkal alkotott egy párt. 2007 óta újra együtt él volt feleségével. 2008. április 11-én a fiuk született. 2009 júniusában újra összeházasodtak, majd 2016-ban újra elváltak.

## Sikerei, díjai
- Az év német kézilabdázója: 1994, 1995
- Világválogatott: 1994
- DHB-Szuperkupa-győztes: 2007
- Német bajnok: 2001
- Német kupagyőztes: 1996
- Klubcsapatok Európa-bajnoksága-győztes: 2002, 2003
- Bajnokok Ligája-győztes: 2002
- EHF-kupa-győztes: 1999, 2003, 2007